# Texas Killing Fields Killer
A Texas Killing Fields Killer („A texasi Killing Fields gyilkos”) egy máig azonosítatlan amerikai sorozatgyilkos neve. Az elkövetőt arról a 25 hektáros földterületről nevezték el, ahol több tucat áldozata holttestét megtalálták. A helyszín egy mérföldre található a 45-ös államközi autópályától.
1971 és 1996 között mintegy 40 meggyilkolt áldozatot találtak meg ezen a területen. Ezek általában lányok és fiatal nők tetemei voltak. További eltűnéseket is nyilvántartott a houstoni és galvestoni rendőrség, de a további áldozatokat egyelőre még nem találták meg. Az áldozatok egy kivételével mind 10 és 25 év közötti fiatal, fehér bőrű lányok voltak, és sokan közülük hasonló fizikai jellemzőekkel rendelkeztek. Néhányan közülük hasonló frizurájúak voltak. További kapcsolat, hogy mindegyiküket megfojtották, leggyakrabban puszta kézzel.
A hasonlóságok miatt úgy gondolják, hogy a bűncselekmények mindegyike egyetlen sorozatgyilkos műve. Annak ellenére, hogy a Texas City-i rendőrség kimerítő erőfeszítéseket tett, és hogy az FBI is besegített a nyomozásba, csak nagyon kevés esetet sikerült megoldani. Az áldozatok száma 2002 után tovább emelkedett, és 2010 végére elérte a 60-at.
A területet sokan úgy írják le, mint egy "tökéletes szemétdomb a gyilkosságokhoz": a tetthely méretei, az állatvilág és a városoktól való távolsága miatt szinte csak nagyon kevés információ kerül napvilágra. Az áldozatok holttesteit a vadak is elhordják, a bizonyítékok pedig hamar megsemmisülnek ezen az elhagyatott területen.

## Áldozatok
Az áldozatok magas száma és a bizonyítékok hiánya miatt sok ügy megoldatlan maradt, és a több mint 40 áldozatból ezidáig mindössze 25-öt sikerült azonosítani.

## Gyanúsítottak
Egy elítélt gyilkos, a 2011-ben novemberében 72 éves Edward Harold Bell volt az egyik gyanúsított. Bell 1998-ban azt mondta a rendőrségnek, hogy 11 lányt ölt meg Galveston megyében. Bár régóta gyanúsított volt, az ügyészség elegendő bizonyíték hiányában nem tudta bíróság elé állítani.
Egy 58 éves texasi férfit, William Lewis Reece-t 4 áldozat meggyilkolásával gyanúsították, amely esetekben az áldozatokat meg is nevezte. Őt a 19 éves Tiffany Johnston, a 17 éves Jessica Cain, és a 12 éves Laura Smither meggyilkolásával vádolták. A gyanúsítottat azonban nem vádolták meg a 20 éves Kelli Cox halálával. Helyette emberrablásért 60 év börtönbüntetésre ítélték, miután 2015-ben elvezette a rendőrséget Cain és Cox maradványaihoz.

## A Krystal Jean Baker-ügy
2012 áprilisában, 16 évvel azután, hogy Krystal Jean Baker bántalmazott, megerőszakolt és megfojtott holttestére rábukkantak, Kevin Edison Smitht letartóztatták és elítélték a lány meggyilkolásának vádjával.
2009-ben Smitht Luisianában kábítószer-birtoklás miatt tartóztatták le, s emiatt DNS-mintát vettek tőle, ami bekerült az országos bűnügyi adatbázisba. Körülbelül ez időben, a nyomozók megvizsgálták a Baker ruháján maradt DNS nyomot. A tettes felderítésére ehhez olyan technikát alkalmaztak, amely még nem létezett Krystal eltűnésének idején. A bíróság körülbelül 30 percig tanácskozott, és végül Smith bűnösnek találták. Életfogytiglani börtönbüntetésre ítélték.

## Filmfeldolgozás
A 45-ös államközi autópálya mentén történt halálesetekről készült filmadaptációt 2011. szeptember 9-én mutatták be az Egyesült Államokban, Texas Gyilkos Földjén címmel. A filmet Ami Canaan Mann rendezte, a főbb szerepekben Sam Worthington és Jeffrey Dean Morgan láthatók. A film a Killing Fields gyilkosságokon alapul, miközben a helyi rendőrségek a gyilkosságok megoldására irányuló küzdelmét ábrázolja. A film a vezető rendőri nyomozókkal, a fiktív Brian Goetschius kapitánnyal és Mike Landrel nyomozóval foglalkozik, akik a 45-ös autópálya rejtélyeit bogozzák.